# Pic Gaspard
Il Pic Gaspard (3.881 m s.l.m.  - traduzione letterale in italiano Picco Gaspard) è una montagna del massiccio des Écrins, nelle Alpi del Delfinato. Si trova nel dipartimento delle Alte Alpi, nel comune di Pelvoux.

## Caratteristiche

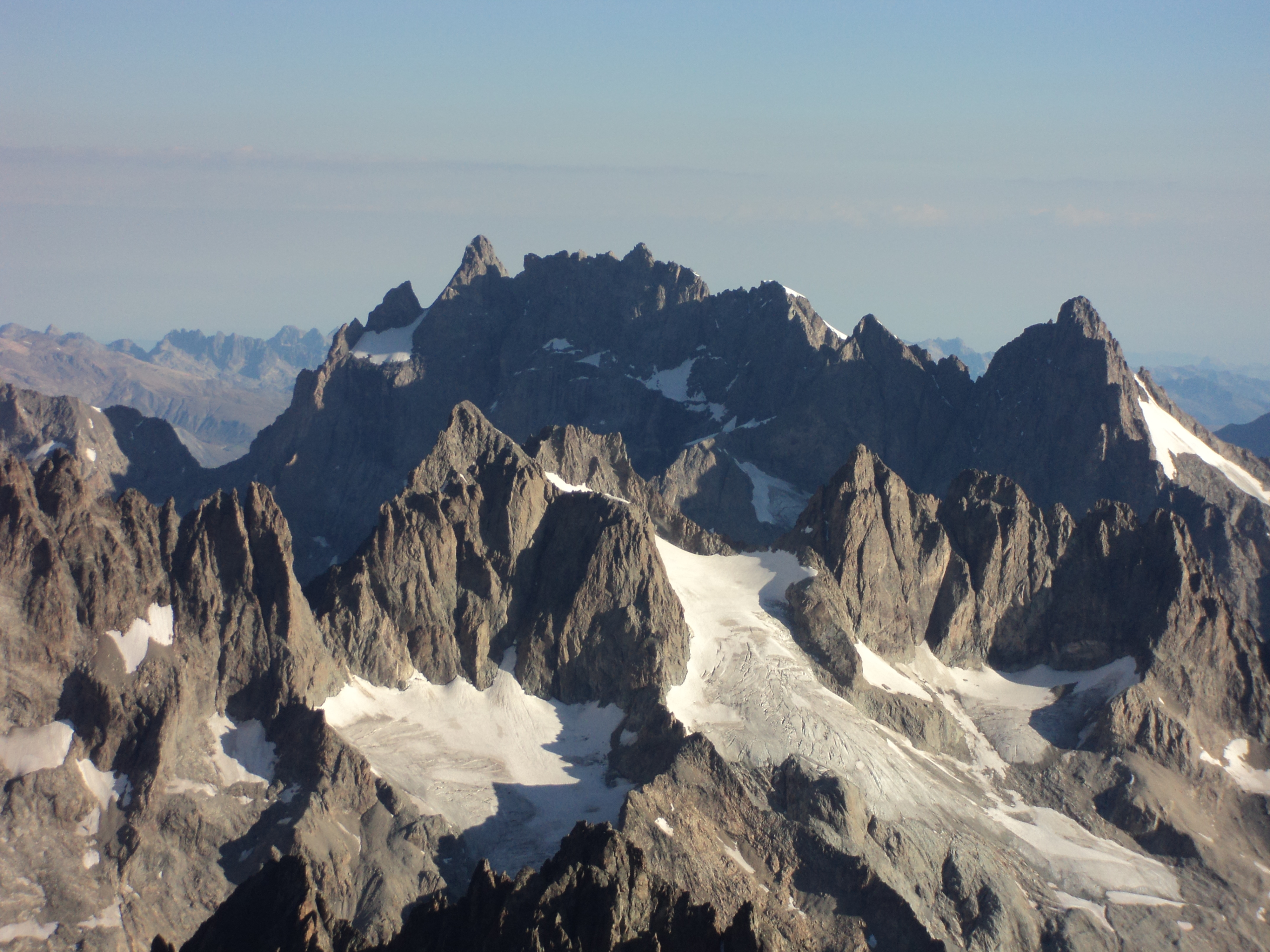
Il massiccio della Meije ed il Pic Gaspard (a destra) visti dal Dôme de neige des Écrins.

Si trova ad oriente della più alta e più conosciuta Meije.
Il suo nome è legato ad una delle più grandi guide alpine francesi, Pierre Gaspard.

## Salita alla vetta
Il Pic Gaspard fu salito per la prima volta nel 1878 da Henry Duhamel in compagnia di Pierre Gaspard e di Christophe Roderon per un itinerario del versante est che è poi diventata la via normale.
Passando per la cresta sud le prime salite che ne hanno violato la cima risalgono al 1935 ad opera di Giusto Gervasutti e Lucien Devies.